# Amicus-Briefbund
Der Amicus-Briefbund (von lat. amicus, „der Freund“) erschien von 1948 bis 1953 in West-Berlin und war die erste homosexuelle Publikation in Deutschland nach dem Zweiten Weltkrieg.

## Geschichte
Der ehemalige Soldat Martin Knop erhielt 1948 von den amerikanischen Besatzungsbehörden in West-Berlin die Genehmigung zur Veröffentlichung des Amicus-Briefbundes. Das Büro befand sich am Nollendorfplatz. Da spätestens ab den beginnenden 1950er Jahren weitere Zeitschriften für Homosexuelle erschienen, die neben Anzeigenteilen auch redaktionelle Inhalte boten, wurde der Amicus-Briefbund zunehmend überflüssig. 1953 stellte er sein Erscheinen ein.

## Inhalte
Der Amicus-Briefbund erschien monatlich und dokumentiert das nach der Unterdrückung in der Nazizeit bereits kurz nach dem Krieg wieder begonnene öffentliche homosexuelle Leben in der Stadt für Männer und Frauen gleichermaßen. Die erklärte Absicht des Herausgebers war es, jene, die „aufrichtige Kameradschaft“ und „gleichgesinnte Menschen“ suchen, über „Zonen- und Ländergrenzen hinweg“ zusammenzuführen, auch wenn sie sich „nicht gleich zu erkennen geben wollen“. Er bestand fast ausschließlich aus Kontaktanzeigen sowie Anzeigen für Veranstaltungen und Lokale, die sich an gleichgeschlechtlich liebende Männer und Frauen wandten. So wurden für den Februar 1950 zehn Bälle inseriert, für den März 1950 acht. Weitere Anzeigen für Lokale wie das Kleist-Kasino boten auch dazwischen Möglichkeiten auszugehen.
Kontaktanzeigen kamen aus ganz Deutschland, wenngleich mehrheitlich aus Berlin, darunter die Mehrzahl aus West-Berlin; häufig wurde in den Anzeigen zugleich nach der Möglichkeit einer Unterkunft oder einer Arbeit gefragt oder Unterkunft angeboten. Darüber hinaus ermutigte der Herausgeber auch dazu, Anzeigen für die Suche nach Geschäftspartnern und Personen mit gleichartigen Hobbys aufzugeben. Anzeigen für Lokale oder Veranstaltungen hingegen stammten ausschließlich aus West-Berlin, da die Ost-Berliner Lokale wegen Konflikten mit der sowjetischen Besatzungsmacht möglichst wenig Aufsehen erregen wollten.

## Vernetzungen
Knop war neben der Herausgabe des Amicus-Briefbunds auch anderweitig in der Berliner Homosexuellenszene und der Homophilenbewegung aktiv. Er war Mitglied und im Vorstand der Berliner Gesellschaft für Reform des Sexualstrafrechts. Ende 1951 gründete er, angeregt durch die Hamburger Zeitschrift Die Freunde, einen Klub der Freunde in der Bar Die Hütte in der Goethestraße, der sich dem Frankfurter Verein für humanitäre Lebensgestaltung anschloss.

## Nachweise
1. 1 2 3  Elisabeth Andrea Rottmann: Queer Home Berlin? Making Queer Selves and Spaces in the Divided City, 1945-1970, 2019, S. 87, PDF online
2. ↑  Clayton J. Whisnant: Male Homosexuality in West Germany, 2012, S. 70, ISBN 978-1-349-34681-3
3. ↑  Elisabeth Andrea Rottmann: Queer Home Berlin? Making Queer Selves and Spaces in the Divided City, 1945-1970, 2019, S. 124, PDF online
4. ↑  Elisabeth Andrea Rottmann: Queer Home Berlin? Making Queer Selves and Spaces in the Divided City, 1945-1970, 2019, S. 131, PDF online
5. ↑  Andreas Pretzel: NS-Opfer unter Vorbehalt: homosexuelle Männer in Berlin nach 1945, 2002, S. 305, ISBN 3-8258-6390-5